# Ok Phansa
Ok Phansa, eigentlich Wan Ok Phansa (thailändisch วันออกพรรษา; übersetzt etwa „Ende“ bzw. „Endtag der Regenzeit“), findet zum Ende der Monsunzeit in Laos und Thailand statt und ist ein wichtiger religiöser Feiertag.

## Hintergrund
Die Klausurzeit Phansa dauert drei Monate an, auf Pali heißt diese Zeit Vassa („Regenzeit“). Sie beginnt Anfang August und wird mit dem Feiertag Khao Phansa, 1 Tag nach Asanha Bucha, oder 1 Tag nach dem Vollmond, des 8. Mondmonats eingeleitet. Am Vollmond des 11. Mondmonats findet Wan Ok Phansa statt, es ist ebenfalls ein Feiertag. In den drei Phansa-Monaten ziehen sich die Mönche in ihre jeweiligen Wat (Kloster und Tempel) zurück und widmen sich intensiv der Meditation. Ziel ist die Suche nach spiritueller Erleuchtung. Bis zum Ok Phansa dürfen sich die Mönche maximal für fünf Tage pro Monat von ihrem Wat entfernen.
Am Tag nach Ok Phansa findet die Kathin-Zeremonie statt.

## Lai Ruea Fai
In den am Mekong gelegenen Provinzen Nordostthailands und Laos wird Wan Ok Phansa mit einem spektakulären Fest namens Lai Ruea Fai (thailändisch ไหลเรือไฟ laotisch: Lai Huea Fai; übersetzt etwa „Erleuchtete Boote“) begangen: Auf einer Strecke von etwa 260 Kilometern entlang des Mekong fahren prunkvoll verzierte und mit Fackeln, Laternen und Feuerrädern geschmückte Bambusboote von bis zu zehn Metern Länge auf und ab. Entlang des Flusses werden traditionell Feuerwerksraketen und Leuchtmunition abgefeuert. Auch werden Kong-Ming-Laternen steigen gelassen. Mit dem Fest feiern Volk und Mönche die Rückkehr des Buddha aus dem Tavatimsa-Himmel, wo er der Überlieferung nach während der Regenzeit seiner Mutter predigte.
Zur Zeit des Wan Ok Phansa werden über dem Mekong und über anliegenden Provinzen gelegentlich die geheimnisvollen Naga-Feuerbälle gesichtet.